# Ryan Rees
Ryan Rees (Estados Unidos, 28 de agosto de 1997) es un jugador profesional estadounidense de rugby que se desempeña en la posición de apertura en Seattle Seawolves, equipo perteneciente a la liga Major League Rugby.

## Carrera
En 2020, Rees se unió al equipo Rugby Football Club Los Angeles (2020-2023), después pasó a Seattle Seawolves, disputando su cuarta temporada en la Major League Rugby.